# Лабико
Лабѝко (на италиански: Labico) е градче и община в Централна Италия, провинция Рим, регион Лацио. Разположено е на 319 m надморска височина. Населението на общината е 6071 души (към 2010 г.).